# Alecto à bec blanc
Bubalornis albirostris
Espèce
Statut de conservation UICN

 LC  : Préoccupation mineure
Statut CITES
L'Alecto à bec blanc (Bubalornis albirostris) est une espèce de passereaux appartenant à la famille des Ploceidae.
Aussi appelé "tisserand à bec blanc", c'est une espèce d'oiseau nicheur résidant dans une grande partie de l'Afrique, au sud du désert du Sahara. Il s’agit d’un oiseau vivant en communauté qui construit d’énormes nids désordonnés dans des colonies d’arbres (notamment les baobabs), chacune pouvant contenir plusieurs nids sphériques tissés. Deux à quatre œufs y sont pondus.

## Description
L'Alecto à bec blanc est gros et trapu, mesurant généralement de 23 à 24 centimètres. L'adulte est principalement noir avec des taches blanches sur le dos et les ailes. Le bec conique est très épais et apparaît d'autant plus qu'il est surmonté d'un bouclier frontal blanc. Le bec est blanc chez les mâles reproducteurs.
La femelle adulte et le mâle non reproducteur sont semblables, mais le bec est noir. Les jeunes oiseaux sont brun foncé.
Le tisserand à bec blanc est une espèce grégaire qui se nourrit de céréales et d'insectes. C'est un oiseau bruyant, surtout dans les colonies, avec une gamme variée de couinements.